# Lingmerth
Lingmerth är en svensk släkt från Småland.
Släkten Lingmerths stamföräldrar är Edvin Johansson och Naemi Svensson vars stora barnaskara antog namnet på 1940-talet. Bland släktens mer framstående medlemmar kan nämnas Lingmerths tidigare VD:ar Lennarth Lingmerth och Evert Lingmerth samt musikern Torsten Lingmerth i första generationen, fotbollsspelaren Göran Lingmerth i andra generationen samt artisten Simon Lingmerth och golfspelaren David Lingmerth i tredje generationen. 
Stamfadern Edvin Johansson (1892–1968) växte upp i Bredkärr utanför Tranås i Småland. Han arbetade bland annat som målare, snickare, pastor, åkeriägare och arrendator. Han var son till arrendator Karl Johan Johansson och Anna Sofia Fransdotter. År 1919 gifte han sig med Naemi Svensson (1894–1961) från Rudu, Adelövs församling, dotter till hemmansägaren Anders Alfred Svensson och Hedda Sofia Klasdotter.
Edvin och Naemi Johansson bosatte sig som nygifta i Hullaryd i Lommaryds församling. 1924 flyttade familjen till Rydsnäs i Ydre, där Edvin Johansson hade pastorstjänst under 17 år. Pastorslönen räckte inte till att försörja den barnrika familjen varför Johansson efter en tid köpte ett åkeri som han drev parallellt med tjänsten som predikant. Därefter arrenderades säteriet Åkershult, Korsberga, Småland, från 1940, följt av Hallsnäs herrgård i Ramkvilla dit familjen flyttade 1945, båda i trakten kring Vetlanda. Naemi Johansson slutade sina dagar i Eksjö 1961 och Edvin Johansson gifte om sig 1966 men avled två år senare i Tranås.
Makarna fick sammanlagt elva barn och de tio barnen som uppnådde vuxen ålder antog namnet Lingmerth. Sönerna Harald och Lennarth Lingmerth köpte 1950 Carlséns Omnibusstrafik i Eksjö som skulle bli Lingmerths resebyrå där så småningom alla nio pojkarna i syskonskaran arbetade. Förutom de nio sönerna hade paret en även en dotter.
Den 31 december 2014 fanns det 92 personer med namnet i Sverige, av vilka 9 är registrerade med den ”rätta” stavningen Lingmerth som släktmedlemmarna använder medan 83 personer är registrerade som Lingmert, enligt SCB:s namnsök.

## Stamtavla i urval
- Edvin Johansson (1892–1968), pastor, snickare, åkare och arrendator, gift 1919 med Naemi Svensson (1894–1961) och 1966 med Aina Johansson (1926–2011)
  - Rune Lingmerth (1920–1995), lantbrukare senare chaufför och reseledare vid Lingmerths
  - Lennarth Lingmerth (1922–2008), VD för Lingmerths
  - Harald Lingmerth (1923–2009), chaufför, trafikchef vid Lingmerths
  - Henry Lingmerth (född 1925), chaufför, reseledare vid Lingmerths
    - Gunnar Lingmerth (född 1955)[5]
      - Simon Lingmerth (född 1986)[6], artist

  - Elon Lingmerth (född 1927), chaufför vid Lingmerths
  - Sixten Lingmerth (1928–2011), chaufför, trafikchef vid Lingmerths
  - Torsten Lingmerth (född 1930), chaufför vid Lingmerths, musiker i Fredsklockorna och Jubelklockorna
  - Arne Lingmerth (född 1932), chaufför, reseledare, periodvis ansvarat för bil- och bussförsäljning inom Lingmerths
    - Thomas Lingmerth (född 1962)[5], chaufför
      - David Lingmerth (född 1987)[6], golfspelare

    - Göran Lingmerth (född 1964)[5], fotbollsspelare

  - Evert Lingmerth (född 1940), chaufför, efterträdde som VD för Lingmerths efter brodern Lennarth